# General Carneiro (kommun i Brasilien, Paraná)
General Carneiro är en kommun i Brasilien.   Den ligger i delstaten Paraná, i den södra delen av landet, 1 200 km söder om huvudstaden Brasília. Antalet invånare är 13 667.
I omgivningarna runt General Carneiro växer i huvudsak städsegrön lövskog. Runt General Carneiro är det mycket glesbefolkat, med 2 invånare per kvadratkilometer.